# Orthizema mandibulare
Orthizema mandibulare là một loài tò vò trong họ Ichneumonidae.